# 김준평
김준평(金準枰, 일본식 이름: 金光準枰가나미쓰 준효, 1904년 4월 3일 ~ ?)은 일제강점기와 대한민국의 법조인으로, 본적은 전라남도 여수군 여수면이다.

## 생애
1913년 4월 여수공립보통학교에 입학했고 1917년 3월 졸업했다. 1917년 4월 경성부로 이주한 뒤 경성고등보통학교에 입학했지만 불과 4개월 만에 자퇴했다. 일본 교토 제3고등학교(1922년 4월 ~ 1925년 3월)와 교토 제국대학 법학부(1925년 4월 ~ 1928년 3월)를 졸업했고 1927년 12월 고등문관시험 사법과에 합격했다.
1928년 4월 14일 조선총독부 사법관 시보와 경성지방법원 및 검사국 사무수습으로 임명되었고 같은 해 4월 24일 경성지방법원 검사대리로 임명되었다. 1928년 11월 16일 일본 정부로부터 쇼와 대례 기념장을 받았으며 전주지방법원(1929년 12월 28일 임명)과 대구복심법원(1931년 10월 14일 임명), 경성복심법원 판사(1935년 7월 22일 임명)를 역임했다. 조선총독부 판사와 부장판사 재직 시절 독립 운동가 국진순에게 징역형을 선고하는 한편 통의부(統義府, 만주에서 활동하던 항일 무장 독립 운동 단체)가 일제 기관 폭파 및 군자금 모금을 목적으로 파견했던 조인현, 김종철, 오석완 등에게 징역형을 선고하는 등 항일 독립 운동 관련 재판 10건에 참여하였다.
1941년 3월 29일 평양지방법원 부장판사로 임명되었고, 같은 해 3월 31일 고등관 3등에 서위되었다. 1941년 5월 9일 일본 정부로부터 훈6등 서보장을 받았으며 1943년 3월 11일 평양지방법원 부장판사를 끝으로 퇴직했다. 
1943년 4월 5일 일본 정부로부터 정5위에 서위되었고 같은 해 4월 8일 경성지방법원 검사국 변호사로 등록했다. 1944년 12월 6일 경성변호사연맹 주최로 열린 전의앙양대강연(戰意昻揚大講演)에서 동대문 용두실업취체소 연사로 참여했다. 
광복 이후에는 한때 서울특별시 종로구 삼청동에 변호사 사무실을 개업하기도 했지만, 한국 전쟁 중인 1950년 8월 6일 납북되었다. 
친일파 708인 명단의 조선총독부 판사 부문, 민족문제연구소의 친일인명사전 수록자 명단의 사법 부문, 친일반민족행위진상규명위원회가 발표한 친일반민족행위 705인 명단에 포함되었다.

## 참고자료
- 친일반민족행위진상규명위원회 (2009). 〈김준평〉. 《친일반민족행위진상규명 보고서 Ⅳ-4》. 서울. 258~274쪽.